# 21547 Kottapalli
21547 Kottapalli è un asteroide della fascia principale. Scoperto nel 1998, presenta un'orbita caratterizzata da un semiasse maggiore pari a 3,1688506 UA e da un'eccentricità di 0,1350229, inclinata di 0,33049° rispetto all'eclittica.